# Demeter Melainas helgedom
Demeter Melainas helgedom var en helgedom i Phigalia vid berget Elaios i Arkadien, tillägnad Demeter.  Det tillhörde de viktigare helgedomarna tillägnad Demeter i södra Grekland, jämsides med hennes heliga skog och kultplats i Oikhalia (som var centrum för de messinska mysterierna), och Despoinas tempel i Akakesion, där hon dyrkades tillsammans med Despoine. Demeter Melainas helgedom var helgad åt Demeter Erinys, dvs Demeter med hästhuvud, som var hennes roll i samband med Poseidon (vars djur var hästen). 

## Historia
Helgedomen bestod av en grotta i berget Elios utanför Phigalia helgad åt Demeter Melaina eller 'Den Svarta Demeter', dvs den sörjande Demeter. Bredvid grottan fanns ett altare och en staty av Demeter.  På 400-talet f.Kr. ersattes den ursprungliga trästatyn av en staty i brons, och det tycks som om ett temple uppfördes kring denna nya staty. 

### Mytologi
Helgedomen var föremål för en kult med fokus på Demeters sorg över Persefone och hennes förbindelse med Poseidon, eftersom det sades vara den plats där Poseidon hade parat sig med Demeter medan hon sökte efter Persefone, och där Demeter sedan hade avslutat sitt letande och stannat för att sörja.  Den lokala legenden sade, att Demeter hade fött Despoina snarare än en häst sedan Poseidon hade parat sig med henne under hennes sökande efter Persefone, och därefter klätt sig i svart och satt sig att sörja över Persefone i grottan, medan all växtlighet vissnade och mänskligheten drabbades av svält. Pan såg henne där och informerade Zeus, som i sin tur sände moirerna till henne för att häva hennes depression och återuppta sina plikter. 

### Den första helgedomen
Phigalierna betraktade därför denna grotta som helig, och skapade en staty av trä föreställande Demeter. Statyn satt på en klippa utanför grottan klädd i svart klädnad, med en delfin i ena handen och en duva i den andra, och ett hästhuvud med en man gjord av ormar.

### Den andra helgedomen
När trästatyn brann upp ska lokalborna inte ha ersatt den, och försummat Demeters tillbedjan.  När trakten drabbades av svält och en delegation frågade pythian i Delfi om råd, ska hon ha rått dem att återuppta kulten till Demeter Melaina.  En ny staty i brons gjordes då utifrån den gamla modellen av Onatas från Aigina under 400-talet f.Kr.  Det tycks också som om ett tempel uppfördes kring denna staty. 
Pausanias besökte pilgrimsorten på 100-talet och uppger att Demeter Melaina hedrades med brännoffer, men enbart av lokalborna; övriga offrade druvor och andra odlade frukter samt rå ull våt av fruktsafter. Offergåvorna lades på ett altare utanför grottan, och olja hälldes sedan över dem på offerstenen.  Detta utfördes av en prästinna.  Grottan omgavs av en ekskog, och där fanns också en kall källa.  Under Pausanias besök fanns inte längre någon staty kvar, men han fick höra att den hade förstörts sedan stenar från taket hade fallit ned på statyn. Pausanias uppger att han såg de saknade stenarna i taket, något som kan tolkas som att helgedomen inte enbart bestod av den heliga grottan, utan att statyn, åtminstone den staty som gjordes på 400-talet f.Kr., hade omgetts av ett tempel.